# Альбарес, Хосе Мануэль
Хосе́ Мануэ́ль Альба́рес Буэ́но (исп. José Manuel Albares Bueno; род. 22 марта 1972, Мадрид) — испанский дипломат и государственный деятель. Действующий министр иностранных дел Испании с 12 июля 2021 года. В прошлом — посол Испании во Франции (2020—2021).

## Биография
Был консулом в Боготе, советником при постоянном представительстве Испании в ОЭСР и у партийного лидера ИСРП Педро Санчеса. Когда последний стал премьер-министром, Альбареса в июне 2018 года назначили генеральным секретарём по международным отношениям, Европейскому Союзу, G20 и глобальной безопасности в премьерском офисе. В 2020—2021 годах — посол Испании во Франции.
12 июля 2021 года назначен министром иностранных дел во втором кабинете Санчеса.

## Награды
- Орден князя Ярослава Мудрого III степени (4 ноября 2022 года, Украина) — за весомый личный вклад в укрепление межгосударственного сотрудничества, поддержку государственного суверенитета и территориальной целостности Украины, популяризацию Украинского государства в мире[3]